# Rozrząd desmodromiczny

Przykład zastosowania desmodromicznego sterowania zaworu.

Rozrząd desmodromiczny – rozrząd silnika spalinowego, w którym do sterowania pracą zaworów silnika stosuje się krzywki otwierające i zamykające zawory. W układzie tym nie stosuje się sprężyn zaworowych do zamykania zaworów. Nazwa pochodzi od złożenia dwóch słów greckich: desmós – wiązadło, więź oraz dromos – bieg, bieżnia i w mechanice stosowane jest kiedy do poruszania elementów mechanizmu wykorzystywane są osobne układy dla każdego kierunku.

## Działanie
Zadaniem układu rozrządu silnika jest sterowanie zaworami dostarczającymi powietrze i/lub mieszankę do cylindra oraz umożliwiającymi opróżnienie go ze spalin. Najpopularniejsze układy wykorzystują krzywki otwierające zawory oraz sprężyny, które zamykają zawór i utrzymują go w tej pozycji.
Ze względu na swoją bezwładność sprężyny zaworów przy dużych prędkościach obrotowych silnika mogą nie domykać zaworów co prowadzi do niekorzystnych zjawisk począwszy od spadku efektywności pracy silnika (strata energii spalania mieszanki w nieszczelnej komorze spalania) aż do możliwości kolizji zaworu z tłokiem. Zastosowanie krzywek zarówno do otwierania jak i zamykania zaworu w rozrządzie desmodromicznym eliminuje takie zjawiska. Eliminuje również straty energii potrzebnej do ugięcia sprężyn zaworowych.

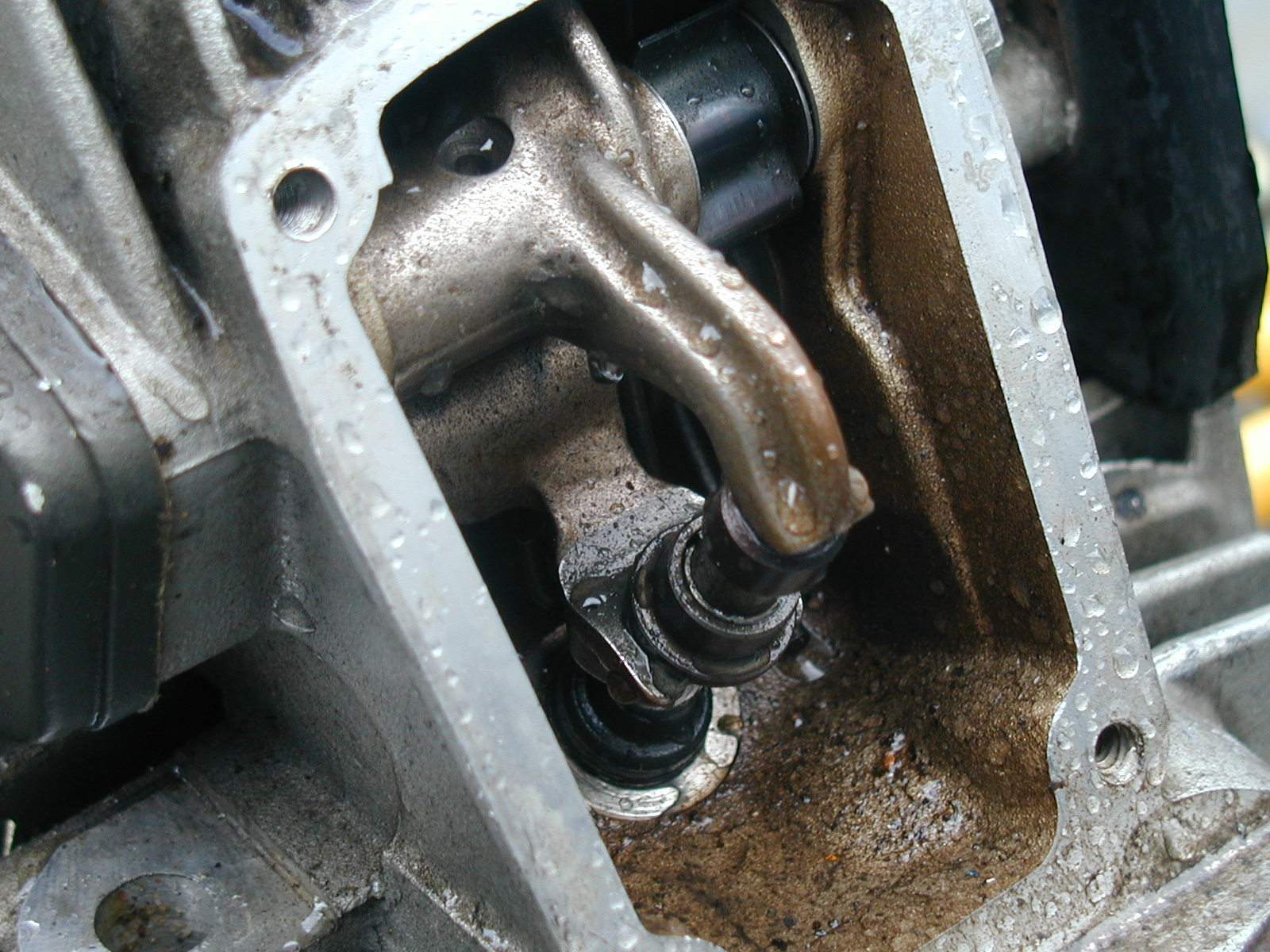
Zawór z krzywkami w silniku motocykla Ducati.

## Zastosowania
Układ desmodromiczny rzadko stosowany jest w silnikach seryjnych. Typowe silniki spalinowe nie osiągają w codziennej eksploatacji prędkości obrotowych, przy których występowałyby negatywne zjawiska wynikające z użycia sprężyn zaworowych. Dodatkowo zjawiska takie eliminowane są przez zastosowanie nowoczesnych metod obliczeniowych oraz materiałów do konstrukcji mechanizmów rozrządu.
Rozrząd desmodromiczny dla swoich zalet stosowany jest na ogół w silnikach wyczynowych. Na szerszą skalę rozrząd desmodromiczny stosowany jest w motocyklach marki Ducati.